# Kairi Look
Kairi Look (* 19. April 1983 in Tallinn) ist eine estnische Kinderbuchautorin.

## Leben
Kairi Look ging in Tallinn zur Schule und machte 2001 am Gymnasium von Mustamäe ihr Abitur. Danach studierte sie an der Universität Tartu Rehabilitationsmedizin und schloss 2005 mit dem BSc ab. Ein Aufbaustudium an der Freien Universität Amsterdam von 2006 bis 2008 schloss sie mit dem MSc in Kinder-Rehabilitation ab.
Kairi Look arbeitet bei einem niederländischen Verlag und lebt seit 2006 in Amsterdam.

## Literarisches Werk
Kairi Look landete als Debütantin mit Ville macht sich auf die Socken bereits auf dem dritten Platz eines Literaturwettbewerbs und hat seitdem mit jedem Buch einen Preis gewonnen. Ihre Geschichten sind spritzig und unkonventionell und zeigen häufig Tiere in der Hauptrolle. Wie man an Ville, einem Lemuren, der sich auf die Reise nach Europa macht, sehen kann, spielen Reisen und die Vermengung verschiedener Kulturen ebenfalls eine Rolle im Werk der Autorin.

## Bibliographie
- Leemuripoeg teeb sääred. (Ville macht sich auf die Socken). Tänapäev, Tallinn 2012.
  - deutsche Übersetzung: Ville macht sich auf die Socken. Aus dem Estnischen von Irja Grönholm. BaltArtGmbH Switzerland, Langenthal 2013.
  - litauische Übersetzung: Lemūriukas Vilius iškeliauja. Tr. Reda Šmitaitė. BaltArtGmbH Switzerland, Langenthal 2019.
- Lennujaama lutikad ei anna alla. ('Die Flughafenwanzen geben nicht auf'). Tänapäev, Tallinn 2014.
  - französische Übersetzung: Les punaises de l’aéroport font de la résistance. Trad. Vincent Dautancourt, ill. Katia Humbert. Le Verger des Hespérides, 2018.
  - finnische Übersetzung: Lentokentän lutikat. Aviador, Suomentanut Katariina Suurpalo. Rajamäki 2018.
  - lettische Übersetzung: Lidostas blaktis nepadodas. Aus dem Estnischen von Guntars Godiņš. Pētergailis 2019.
  - russische Übersetzung: Клопиная книга. Обитатели аэропорта не сдаются. Пер. с эст. Vera Prohorova. Таллинн: Издательство КПД 2019.
- Peeter, sõpradele Peetrike ('Peter, für meine Freunde Peterle'). Tänapäev, Tallinn 2014; Koolibri, Tallinn 2022.
- Piia Präänik kolib sisse ('Pia Pfefferkorn zieht ein'). Tänapäev, Tallinn 2015; Koolibri, Tallinn 2022.
  - finnische Übersetzung: Piia Pikkuleipä muuttaa. Aviador, Suomentanut Katariina Suurpalo. Rajamäki 2019.
  - polnische Übersetzung: Piia Pierniczek się wprowadza. Aus dem Polnischen von Marta Perlikiewicz. Widnokrąg 2023.
  - deutsche Übersetzung: Pia Pfefferkorn zieht ein. Aus dem Estnischen von Maximilian Murmann. Mixtvision 2025.
- Sasipäiste printsesside saar ('Die Insel der zerzausten Prinzessinnen'). Päike ja Pilv, Tallinn 2016.
- Härra Klaasi pöörane muuseum ('Der gläserne Direktor mit dem grünen Schnurrbart. Eine Museumsgeschichte'). Tallinna Keskraamatukogu, Tallinn 2016.
- Piia Präänik ja bandiidid ('Pia Pfefferkorn und die Banditen'). Tänapäev, Tallinn 2019.
  - lettische Übersetzung: Pija Prjaņika un bandīti. Aus dem Estnischen von Guntars Godiņš. Pētergailis 2020.
- Piia Präänik ja sõnasööbik. Koolibri, Tallinn 2021.
  - lettische Übersetzung: Pija Prjaņika un Vardedis. Aus dem Estnischen von Guntars Godiņš. Pētergailis 2022.
- Natuke suur. ('Ein kleines bisschen groß'). Koolibri, Tallinn 2024.

## Deutsche Übersetzungen
Von Kairi Look liegt bislang ein Buch auf Deutsch vor:
- Ville macht sich auf die Socken. Illustriert von Elina Sildre. Aus dem Estnischen von Irja Grönholm. BaltArtGmbH Switzerland, Langenthal 2013, ISBN 978-3-9523109-6-0.
- Pia Pfefferminz zieht ein. Illustriert von Ulla Saar. Aus dem Estnischen von Maximilian Murmann. mixtvision Medienges.mbH, ISBN 978-3-95854-237-2.

## Preise
- 2012: 3. Platz beim Wettbewerb „Mein erstes Buch“ (Leemuripoeg Ville teeb sääred)
- 2014: 1. Platz beim Wettbewerb „Mein erstes Buch“ (Lennujaama lutikad ei anna alla)
- 2016: Culture Endowment of Estonia Annual Children's Literature Award, Nominierung (Lennujaama lutikad ei anna alla)
- 2015: Literaturpreis der Stadt Tartu (Peeter, sõpradele Peetrike)
- 2015: Das gute Kinderbuch (Lennujaama lutikad ei anna alla)
- 2016: Das gute Kinderbuch (Piia Präänik kolib sisse)
- 2016: Culture Endowment of Estonia Annual Children's Literature Award, Nominierung (Piia Präänik kolib sisse)
- 2018: Jahrespreis der Zeitschrift Looming für die Erzählung Relaps ('Der Rückfall')
- 2019: Culture Endowment of Estonia Annual Children's Literature Award, Nominierung (Piia Präänik ja bandiidid)
- 2024: Das gute Kinderbuch (Kiludisko)
- 2024: 25 Best-Designed Estonian Books Award (Kiludisko)
- 2025: Das gute Kinderbuch (Natuke suur)
- 2025: 25 Best-Designed Estonian Books Award (Natuke suur)
- 2025 Culture Endowment of Estonia Annual Children's Literature Award, Nominierung (Natuke suur)
- 2025: The most beautiful Estonian book in the Baltics (Natuke suur)
- 2025: Bologna BRAW Amazing Bookshelf (Natuke suur)